# Боксгольм
Боксгольм (швед. Boxholm) — містечко (tätort, міське поселення) на Півдні Швеції в лені  Естерйотланд. Адміністративний центр комуни Боксгольм.

## Географія
Містечко знаходиться у південно-західній частині лена  Естерйотланд за 248 км на південний захід від Стокгольма.

## Історія
Внаслідок муніципальної реформи 1862 року поселення Боксгольм увійшло до складу ландскомуни Екебю. 5 серпня 1904 року було засновано муніципалітет Боксгольм, який 1947 року отримав статус чепінга (торговельного містечка). У 1971 році увійшов до складу новоствореної комуни.

## Герб міста
Герб було розроблено для торговельного містечка (чепінга) Боксгольм: щит розтятий і перетятий, у першому та четвертому золотих полях — поясне зображення червоної кози з синіми рогами та копитами, у другому та третьому червоному полях — по золотому алхімічному знаку заліза. Коза походить з герба давніх власників містечка Стенбоків та вказує на назву поселення (швед. bock= коза). Алхімічний знак символізує видобуток заліза та металургійну промисловість. Герб отримав королівське затвердження 1947 року.   
Після адміністративно-територіальної реформи, проведеної в Швеції на початку 1970-х років, муніципальні герби стали використовуватися лишень комунами. Цей герб був 1971 року перебраний для нової комуни Боксгольм.

## Населення
Населення становить 3 320 мешканців (2018). 

## Економіка
Основними галузями промисловості у Боксгольм були насамперед сталеливарна та металообробна.

## Спорт
У поселенні базується спортивний клуб Боксгольм ІФ.

## Галерея

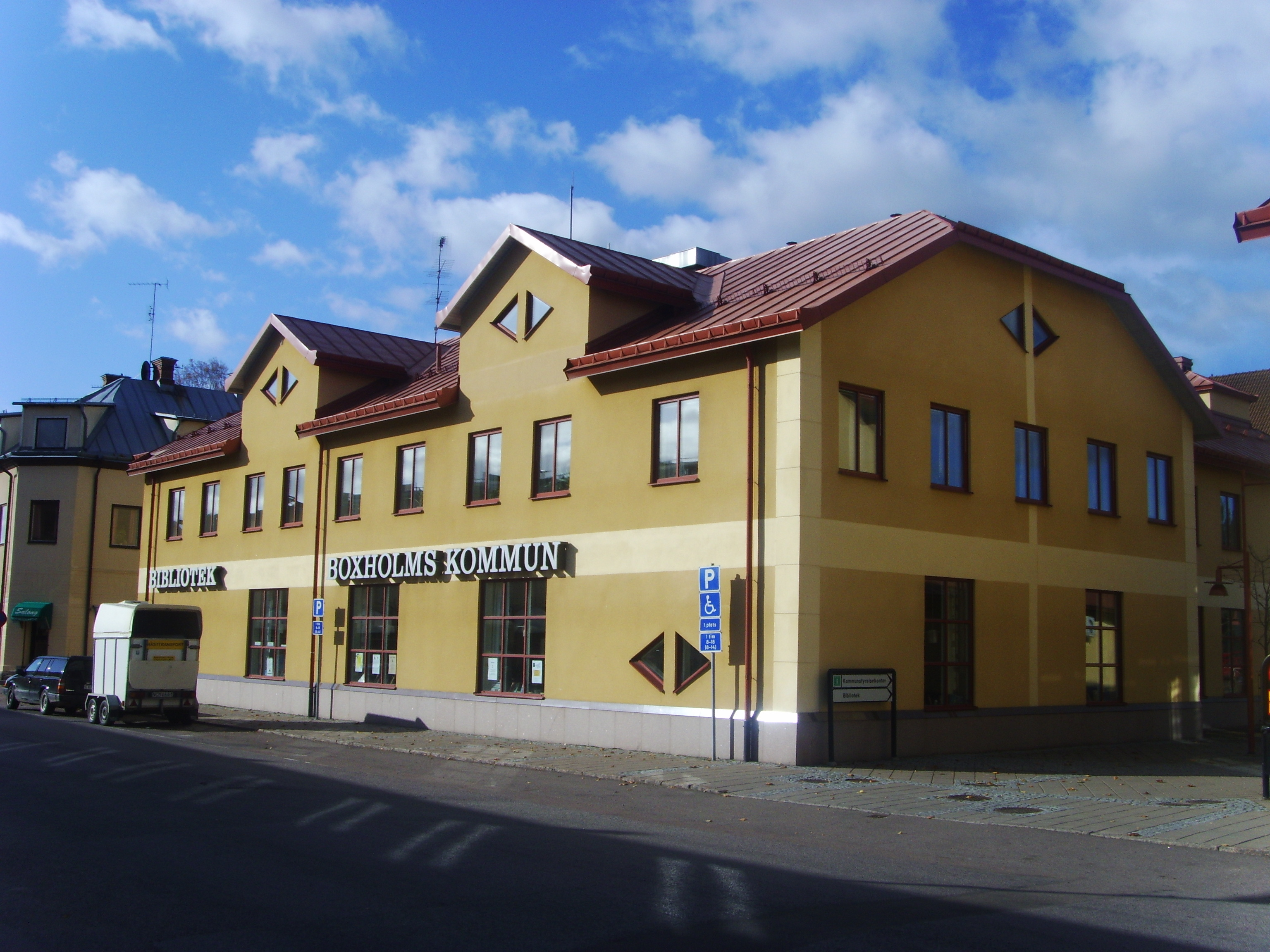
Управа комуни
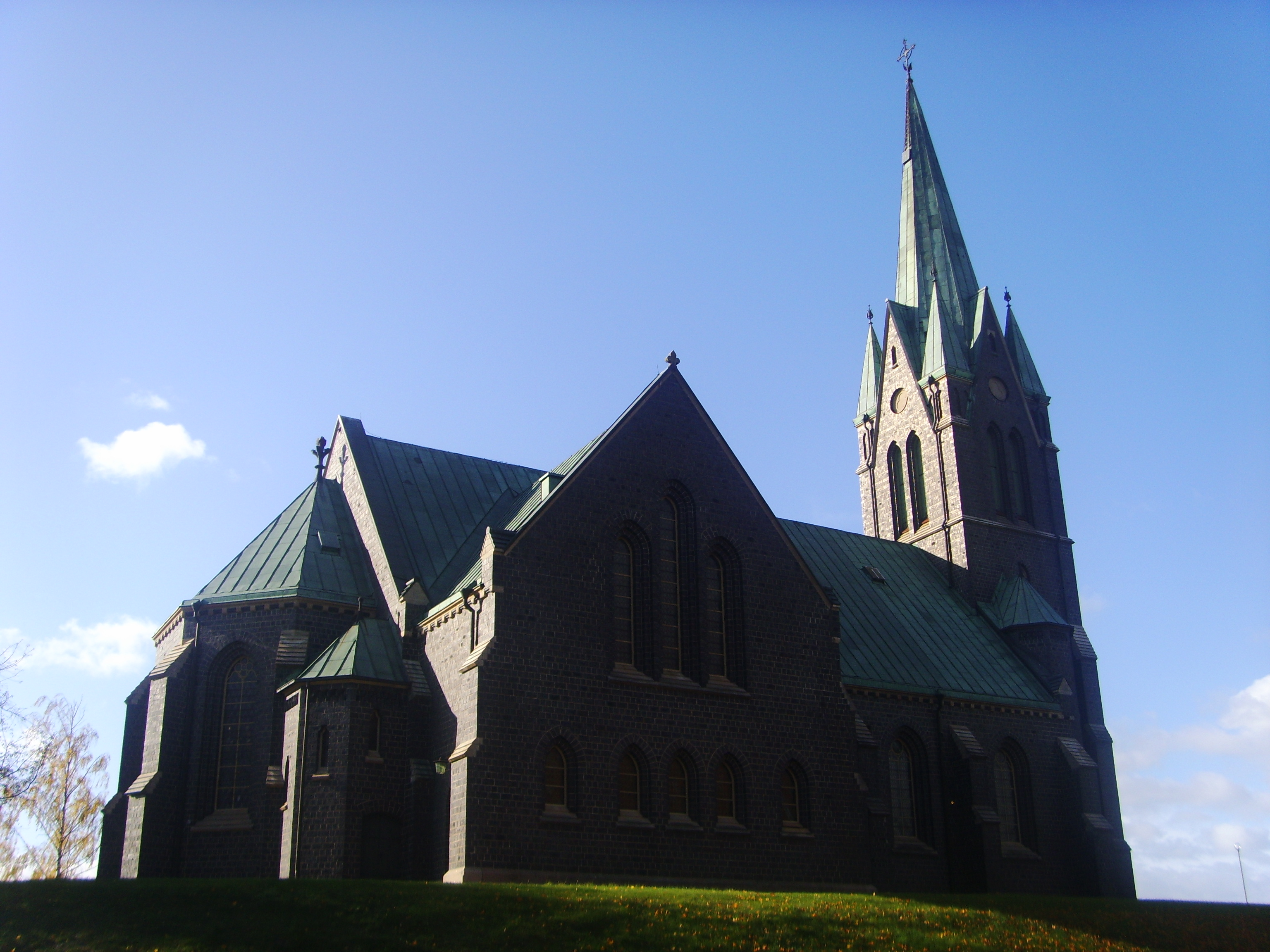
Церква
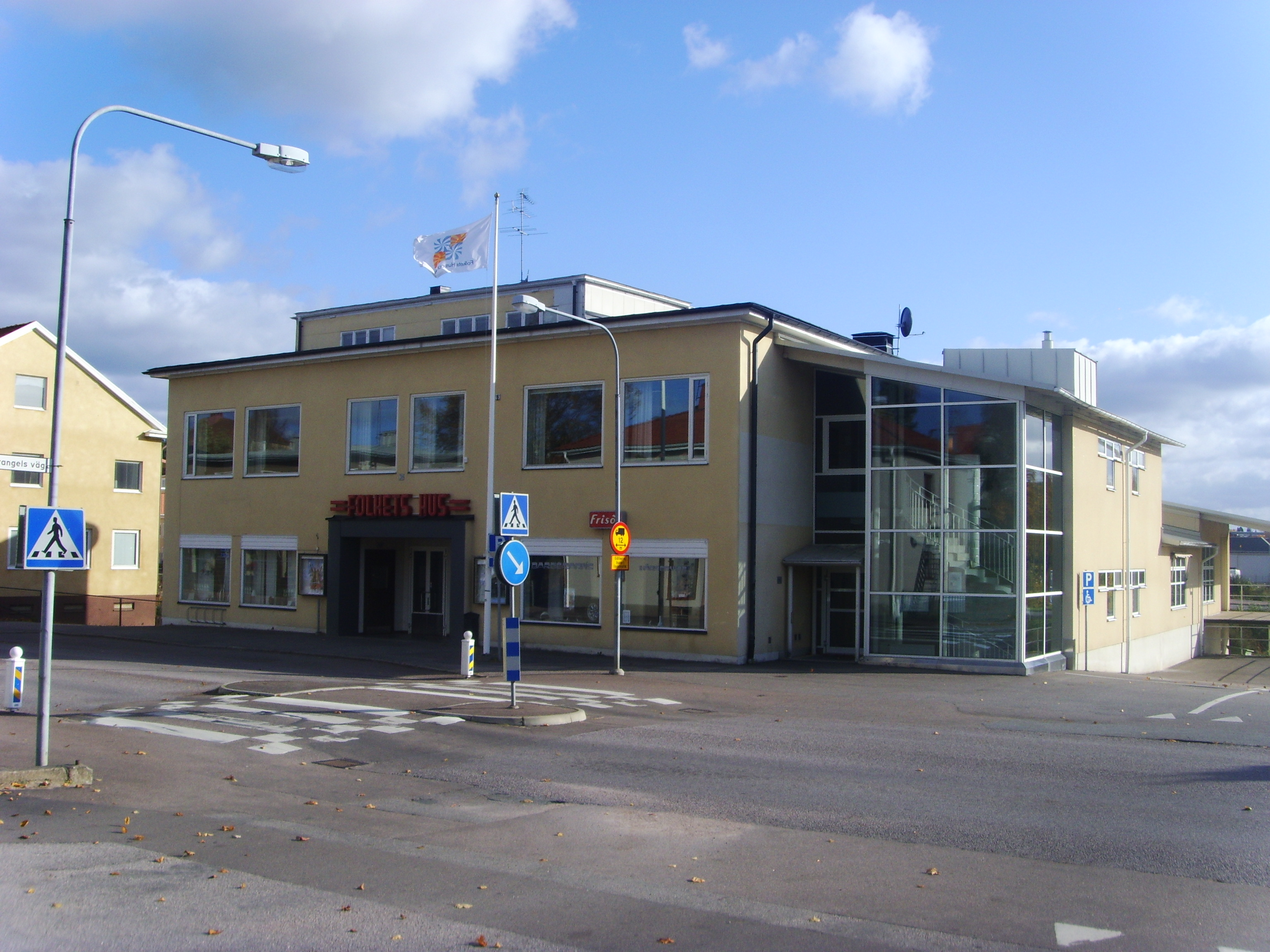
Народний дім
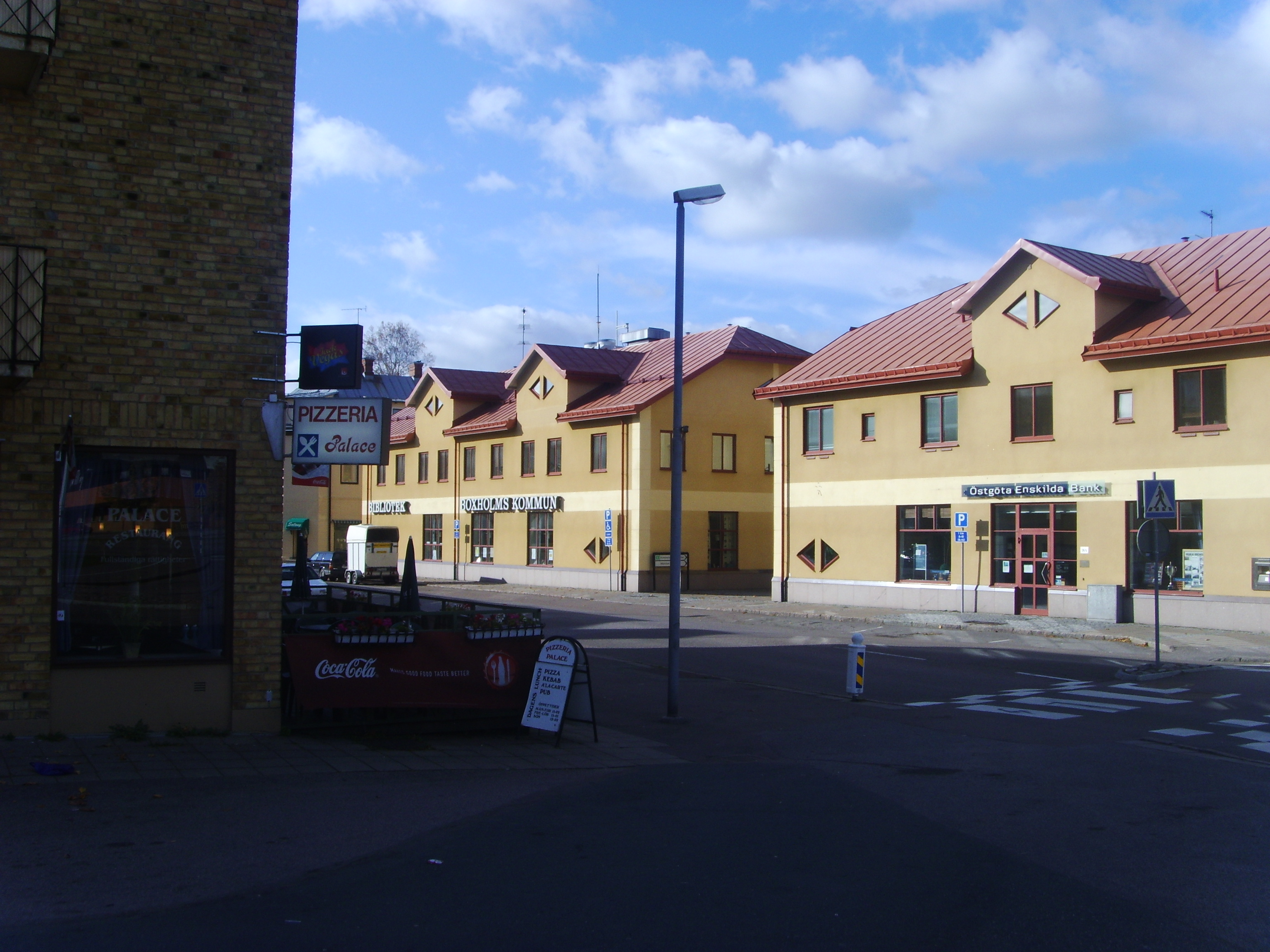
Вулиця Стургатан

## Покликання
- Сайт комуни Боксгольм [Архівовано 29 січня 2009 у Wayback Machine.]